# Navalmoral de la Mata
Navalmoral de la Mata è un comune spagnolo di 17 129 abitanti situato nella comunità autonoma dell'Estremadura.